# Ferdinand von Trauttmansdorff-Weinsberg
Ferdinand von Trauttmansdorff-Weinsberg (Vienna, 27 giugno 1825 – Friedau, 1896) è stato un politico austriaco.
Figlio di Franz Joseph von Trauttmansdorff-Weinsberg e di Josephine Nagykároly contessa Karolyi, il 29 ottobre 1860 sposò la principessa Maria Francesca di Paola Teresa Giuseppa, figlia di Luigi II del Liechtenstein.
Fu Ministro plenipotenziario a Karlsruhe dal 1859 e ambasciatore nello Stato Pontificio dal 1869 al 1872, nel 1884 divenne camerlengo imperiale.